# Antonio Ibáñez Telinga
Antonio Ibáñez Telinga (Borja, 17 de enero de 1789 - Zaragoza, 1837) fue un compositor y maestro de capilla español.

## Vida
Nació en Borja el 17 de enero de 1789, hijo de Manuel Ibáñez y de Juana Telinga. Fue bautizado el mismo día en la parroquia de Santa María. Ingresó como infante en la Colegiata de Borja el 22 de diciembre de 1797, donde inició su formación musical. En 1805 partió a Zaragoza para estudiar la carrera de Música. En 1806 la Catedral de Toledo lo contrató de «copiante», donde continuó su formación musical. Tres años después, el 29 de enero de 1808, recién cumplidos los 19 años, fue nombrado maestro de capilla de la Colegiata de Borja debido a la vacante dejada por Pablo Rubla, pero su maestro toledano le animó a renunciar a la plaza para terminar su formación. Un año después, el 5 de agosto de 1809, ocupó el cargo definitivamente hasta 1812. Fueron años muy difíciles, en los que la Colegiata fue saqueada por las tropas francesas y el órgano fue destruido. En 1812 fue reclutado para la Guerra de Independencia, tiempo durante el que fue sustituido de forma interina por Hermenegildo Oñobre, alumno del anterior maestro de capilla, Pablo Rubla. Regresó al magisterio darocense en 1814.

### Magisterio en Zaragoza
En 1812 se organizaron las oposiciones para el magisterio de la capilla de La Seo de Zaragoza, de las que Ramón Ferreñac debía ser miembro del tribunal calificador. Se presentaron Ramón Cuéllar, maestro de capilla de la Catedral de Huesca; Manuel Sanclemente, racionero de La Seo y alumno de Ferreñac; y Antonio Ibáñez. Ibáñez, molesto por la calificación de Ferreñac, contestó la pertenencia de Ferreñac a los examinadores por conflicto de intereses —al  ser Sanclemente alumno suyo— y falta de categoría —Ferreñac había sido reprobado en unas oposiciones en Segovia. Ferreñac solicitó retirarse del tribunal, hecho que el capítulo llevó a los juristas y produjo una amonestación, la primera y única que obtendría en su vida. Finalmente ganó Cuéllar con catorce votos e Ibáñez solo consiguió tres.
En 1814, tras su vuelta de la guerra, Ibáñez participó en unas nuevas oposiciones en Zaragoza, esta vez al puesto de maestro de capilla de El Pilar, en las que Ferreñac y Cuéllar iban a pertenecer al jurado. Antonio Ibáñez ganaría finalmente frente a Nicolás Ledesma estas oposiciones, pero debió ser una elección fácil, teniendo en cuenta que dos años antes Ibáñez había denunciado a Ferreñac e iba a ser compañero con una categoría superior, y que Cuéllar había sido su rival en esas mismas oposiciones. Además Ledesma era alumno de «El Españoleto», al igual que Cuéllar, Laseca y posiblemente Ferreñac, es decir, todo el tribunal. El caso es que Ibáñez fue nombrado para la magisterio del Pilar el 1 de julio de 1814.
Ibáñez trajo nuevos aires a la capilla musical del Pilar y en 1815 ya solicitó al cabildo «un piano para dar lecciones a los infantes que estudian órgano.» Durante su magisterio hubo problemas con los miembros de la capilla, que trataban de ganar algo de dinero extra tocando en teatros y casas privadas, lo que fue prohibido en 1817.
En 1819 opositó sin éxito al magisterio de la Catedral de Valencia, que obtuvo Francisco Andreví. En marzo de 1830 se presentó a las oposiciones para el puesto de maestro de capilla de la Capilla Real de Madrid, compitiendo con nada menos que otros diez candidatos: Francisco Andreví, Ramón Carnicer, Hilarión Eslava, Tomás Genovés, Antonio Pablo Honrubia, Román Jimeno, Alejo Mercé, Jaime Nadal, Francisco Olivares e Indalecio Soriano Fuertes, que finalmente ganó las oposiciones.
Antonio Ibáñez permanecería en su cargo de maestro de capilla del Pilar hasta su jubilación en 1835. Permaneció en Zaragoza hasta su muerte en 1837.

## Obra
Dejó escritas diferentes composiciones musicales.